# 爵士乐

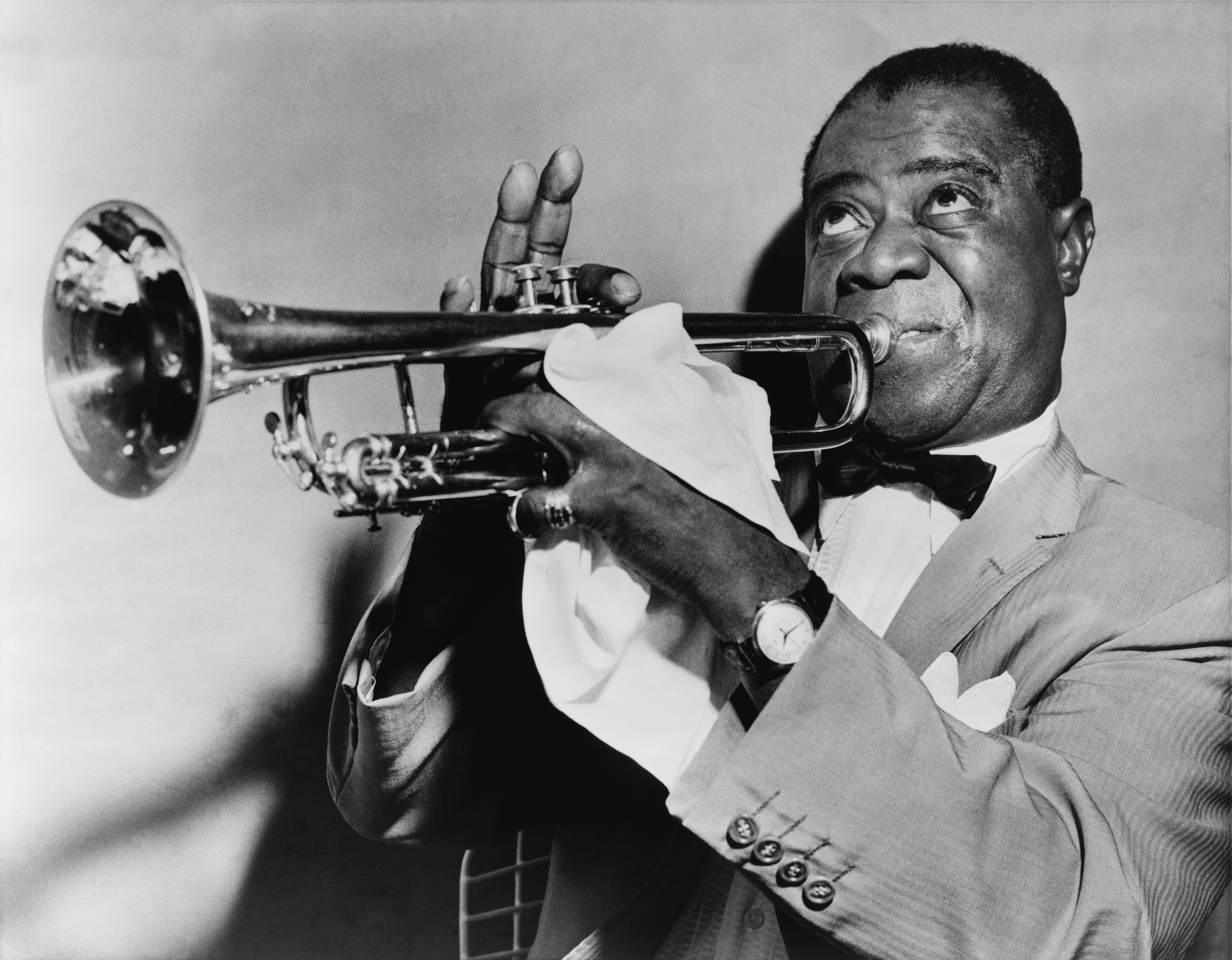
路易斯·阿姆斯特朗早年以演奏小號成名，後來他以獨特的沙啞嗓音成為爵士歌手中的佼佼者。

爵士樂是一種音樂流派，它起源於19世紀末期至20世紀初期的美國新奧爾良非裔社區，植根於藍調和拉格泰姆音樂以及歐洲的軍樂，並且由其發展而來。自1920年代的爵士時代以來，爵士已經被認為是音樂表達的一種主流形式。其後，爵士樂亦以若干相對獨立的、傳統的流行音樂風格的形式表現出來，這些相對獨立的風格間亦有關聯，其間的紐帶即是非裔美國人的音樂與歐裔美國人音樂之间的互相融合。爵士樂在其發展過程中除了有美國黑人音樂的根源以外，還吸收了來自於不同文化的不同音樂風格，逐漸形成了今天多類别的爵士樂，所傳遞的内容也更為多樣，已經不僅限於早期的“黑人風格”。。

## 語源與定義
對於爵士樂（英語原詞“jazz”）一詞的來源已經有數量可觀的研究，有關於它的歷史也被完好地紀錄了。現在認為，爵士樂一詞與“jasm”一詞有關，這是一個早在19世紀60年代出現的俚語，意思為“鼓起精神，能量（pep，energy）”。最早的有關於這個詞書面形式的記錄是在1912年《洛杉矶时报》上面的一篇文章裡，文章中寫道一位美國職棒小聯盟的投手將一種球路稱為“jazz ball”，“因為它一直在擺動，你基本上對他束手無策”。
有關於這個詞彙出現在音樂相關的上下文中的情況，最早的記錄是在1915年的《芝加哥论坛报》中出現的。而在新奧爾良（爵士樂的發源地），這個詞彙出現在音樂相關的上下文中的紀錄則是在1916年11月14日《時代花絮報》中的一篇有關於“jas bands”的文章。在全國公共廣播電台的一次採訪中，音樂家尤比·布萊克講述了他對這個詞彙最早的俚語含義的記憶，他說：“當百老匯使用這個詞的時候，他們會把他說成‘J-A-Z-Z’。可是它原來不是這麼說的，它原來的拼寫是‘J-A-S-S’。這是個髒字，如果你要是知道它是什麼意思，你絕對不會在女士面前說出來的。”美國方言協會將“爵士樂（jazz）”一詞稱為二十世紀的世紀詞彙。
爵士樂是非常難以定義的，因為它指代的是一個在時間上跨越了逾一個世紀的、涵蓋面極廣的一種音樂——從散拍一直到受到搖滾樂影響的融合爵士樂。關於這方面的嘗試，曾有人從其他音樂傳統的角度來定義它，例如從歐洲的音樂史或者是非洲的音樂。然而評論家約阿希姆-恩斯特·貝蘭特反駁道，它所指代的方面以及它的定義應當更加廣泛。他將爵士樂定義為“一種源於美國的藝術音樂，由非洲音樂與歐洲音樂交融而成的音樂”，並且論證道，它不同於歐洲音樂是因為爵士樂“與一個由搖擺樂所定義的時代有特殊的關係”，並且“由於即興演奏而給音樂增添了自發性和活力”，還“通過重音和分句的方式反映出了爵士音樂家的個性”。而在羅伯特·克里斯特高看來，“創造一些事物，再讓他們流逝，就是爵士樂的精髓以及它承諾給人們的東西”。
由崔維斯·傑克森（Travis Jackson）提出的一個更加寬泛的定義能夠涵蓋爵士樂在不同的年代裡巨大變化。他認為：“它（爵士樂）是一種音樂，它包含了諸如搖擺樂、即興演奏和團隊交互這些特質，並且發展出了一種‘個性化的聲音’，並且對於不同的音樂可能性持開放的態度。”克林·吉巴德對有關於爵士樂一詞定義的討論做出了一個總結，他認為“爵士樂是一種意象（construct）”，雖然它是人為的，然而它可以被用來指代“許多不同種類的音樂，這些音樂具有足夠多的相通之處，以至於可以被認為是同一個音樂傳統中順理成章的一部分”。與讓爵士樂的定義變得更加寬泛的努力相對，評論家們以及某一種特定爵士樂風格的愛好者們會將爵士樂的定義變得更加狹窄。音樂家們自己則討厭去定義自己演奏的音樂，如爵士樂界中一位重要的人物艾靈頓公爵所說：“它（爵士樂）就是音樂。”

## 爵士樂的歷史

### 爵士樂的根源
爵士樂起源於藍調和散拍，是一種以前居住在美國南部的非洲奴隸以及他們的後代們的民間音樂。藍調深受西非文化和音樂傳统的影響，這些奴隸也逐漸成為移居到城市的黑人音樂家。
爵士樂的真正起源是貧窮。1865年，美國內戰結束，往日黑人奴隸獲得了自由，但是生活依然困苦。他們多數是文盲，唯有靠自己故土培植出的音樂娛樂自己。勞動的號子和農田歌曲是在採摘棉花時唱的，讚美詩歌和聖歌是在種族隔離的教堂裡聚會時唱的，而即興之作則是獨唱歌手在一支班卓琴伴奏下吟唱的。在教堂中，黑人牧師用英國領唱方式來解決唱歌不懂字的問題。
上世纪之交際流行的標準音樂會形式，也就是當時軍樂團和舞會樂隊的音樂，影響了最早的爵士樂的主流表達方式。這些音樂的樂器：銅管樂器，簧管樂器和鼓，成為了爵士樂的基本樂器。

### 二十世纪早期
在二十世纪早期時，爵士樂在新奥尔良慢慢地孕育出來，而早期的爵士樂大多數牽涉到性愛。更確切來說，早期的爵士樂本來就是一種低下階層的音樂，而當時在妓院中都有一些樂手在演奏，娛樂之餘也做生意，所以性愛與爵士樂從最初就秤不離砣。新奥尔良獨自創造着爵士樂──類似的音樂在南部的廣闊鄉村與諸如巴爾的摩、聖路易斯這樣的城市裡處處可見。
初期的爵士樂樂器，有來自軍樂銅管樂隊的短號、活瓣長號和鼓，有家住城裡的那些受教育、家境殷實的混血克奧爾人帶來的單簧管和貝斯（bass），還有流浪的吟遊歌人和藍調歌手們手中的吉他。但凡缺乏精緻的地方，樂隊一律用音量和激情予以補償。所有爵士樂手都在酒吧與妓院裡、在斯多利城裡開創自己的事業，演奏者適宜新月城這樣的大都會的狂暴喧騷的音樂。許多人所共知的作品都由這一地區的地名而得名──其中最為知名的有巴辛街藍調和堪納爾街藍調，此外還有許多諸如此類的音樂家。在1917年以前，一些公認的爵士樂就已然成型了。而早期的爵士樂並沒有錄音紀錄。
1917年美國加入了第一次世界大戰，與此同時爵士樂終於錄製了第一張唱片。不過這唱片並非在新奥尔良錄製，而是在紐約；而樂隊的五位成員都是年轻白人男性，把臉塗黑了充當黑人。而許多唱片公司當時打算為這種新興的音樂錄製唱片。但這些公司都遠在北部城市裡，而樂手卻多集中於南部。炙手可熱的一位──小號手弗萊迪·凱帕德在芝加哥和紐約的原創克萊奧爾樂隊工作，却害怕有人剽竊他的技巧，拒絕了錄音。
在戰後，爵士樂由新奥尔良的基地遷往別處。而有兩個說法，一是因為新奥尔良當時是美國的軍事基地，而士兵每天喝得爛醉如泥，政府便關閉所有酒吧和妓院禁止營業。而另一說法則為當時南方落後，而北方城市較宏大，而且財勢雄厚，北方俱樂部也比南方好，故爵士樂手也隨之搬家了。早期的爵士樂曲，已知是集體演奏的，由短號帶領，單簧管穿插其間，長號標誌重音，再由吉他、貝斯和鼓控制節奏。

## 爵士樂的類型

### 搖擺大樂團（Big band swing）
搖擺樂時期，三十年代爵士樂又邁入另外一個新局面，那就是搖擺樂的誕生，而大樂團的興盛又對搖擺樂產生了舉足輕重的影響。搖擺樂和以往最為不同的地方在於節奏的改變，它將原來紐奧爾良爵士樂中的二拍子節奏變為更為平滑流暢的四拍節奏，同時樂手們也發展出使用簡短的旋律模式，稱之為Riff（參閱詞彙解釋篇），而為了促長這種演奏方式，樂團因而被分成各種不同的樂器組，每一組都有自己的Riff，同時更提供了樂手演奏較長獨奏的機會。 在大樂團發展中有兩位非常重要的人物，那就是绰号“艾靈頓公爵”的Edward Kennedy Ellington與Fletcher Henderson。二十年代时，艾靈頓公爵和他的樂團在紐約的綿花田俱樂部表演，並持續領導他的樂團直到他去世為止。他一生創作與演奏出很多膾炙人口的曲子。他們兩位都是大樂團音樂的代表性人物，而遵循艾靈頓公爵與Henderson風格的樂團領導人則包括了Jimmie Lunceford、奇克·韦伯與凯伯·凯洛威等人。於此同時，在堪薩斯市的Count Basie也發展出不同風格的大樂團爵士樂。不論他們之間的樂風如何不同，但基本上他們的音樂都有一共同特性，那就是樂曲雖然大都經過精心的編排，但卻給與樂手或多或少的空間去發揮即興獨奏，也因此在這些樂團中往往培育出很多非常優秀甚至樂風前進的樂手，如Henderson樂團中的薩克斯風手Coleman Hawkins與Basie樂團中的薩克斯風手莱斯特·杨等。 搖擺樂另一個重要人物班尼·古德曼，他本身不但是位技巧精湛的單簧管手，他所領導的大樂團或是以三人到六人為編制小樂團，不論在藝術或商業上都獲得極大的成功，也對後來的爵士樂音樂產生相當大的影響。

### 波普樂（Bebop）
隨著第二次世界大戰的爆發，大樂團搖擺樂也跟著沒落，而使得爵士樂又有了一次重大的變革，那就是波普（Bop）爵士樂的誕生。波普爵士樂起源於紐約，一群音樂家認為：一、大樂團的搖擺樂因為編寫好的部份較多，而留給獨奏者即興發揮的空間較少；二、早期爵士音樂和聲上較缺乏刺激性；三、即興內容上，早期的音樂家們多以調性內的琶音手法演奏，旋律以較多四分音符而非大量的八分音符為主，節奏亦未有較刺激的感受；再加上Coleman Hawkins、Charlie Christian、莱斯特·杨、Jo Jones等前輩們一些創新的聲音與觀念吸引他們，他們開始在明頓俱樂部（Minton's Playhouse）演奏這種稱之為波普的新音樂。由於波普音樂多以三到六人編制的小樂團演奏，各樂器的音量變大，音色也較激昂。旋律上，樂手們使用大量的八分音符為主軸，並採用了許多半音趨近的手法增加線條的複雜度，許多的裝飾音也是複雜旋律的手法之一；和聲上，二五和聲行進被大量地使用在樂曲中，使即興者無法再僅以同一個調的音階應付，而必須要繞著複雜的和弦行進走，大小調調式互換的方式亦反應在所演奏的旋律上；節奏上，常出現以三為一組的音形，造成節奏錯置的感覺，或是刻意將重音或高音放在反拍造成搶拍的效果；作曲上，此時期的音樂家仍深植於藍調、流行歌曲的曲式，但利用了上述和聲的手法改進，或是重新譜寫新的複雜旋律於原本的和聲行進上（如Tadd Dameron的Hot house之於What is this thing called love）；合奏上，鼓手及鋼琴手須要更多對即興者的呼應，甚或給予節奏上或和聲上的動機以刺激即興者，構成了須要高度互動聆聽的現代爵士樂基礎。波普音樂的首要推動者就是薩克斯風手查利·帕克、小喇叭手迪齊·吉萊斯皮、迈尔士·戴维斯、鋼琴手Bud Powell、塞隆尼斯·孟克、鼓手肯尼·克拉克、麥斯·羅區、貝斯手查尔斯·明格斯等人。其中，最著名的波普爵士樂錄音即是馬賽廳現場專輯（Jazz at Massey Hall），由查利·帕克、迪齊·吉萊斯皮、Bud Powell、查尔斯·明格斯、麥斯·羅區五位波普樂時期最優秀的音樂家所錄製。此時期的原創經典名曲有Blues for Alice、Ornithology、Anthropology、Straight, no chaser、Bebop、Salt peanuts等等。

### 酷派爵士（Cool）
在咆勃爵士樂興盛的時候，一種衍生自咆勃爵士樂的樂風產生了，這就是酷派爵士樂（Cool Jazz）。這種音樂起始於四十年代末與五十年代早期，它結合了咆勃爵士樂的技術層面與其本身獨特的音色：很少的泛音及顫音，並將之柔順化以避免和原來風格一樣有稜有角。這方面的代表人物無疑是小喇叭手迈尔士·戴维斯。這種酷派爵士樂影響了很多的樂團與樂手，尤其是西海岸的樂手，因此它又稱之為西海岸爵士樂（West Coast Jazz），樂手如次中音薩克斯風手Zoom Sims及Stan Getz、低音薩克斯風手Gerry Mulligan都是這種樂風的主導人物，而這種以酷派爵士樂為基礎的音樂持續興盛到五十年代。同時，在五十年代，鋼琴手戴夫·布鲁贝克與中音薩克斯風手Paul Desmond也以融合了古典與酷派爵士樂風的音樂而大受歡迎。

### 硬博普樂（Hardbop）
硬博普爵士樂當西岸興起酷派爵士樂的時候，東海岸卻繼續延伸並擴張博普爵士樂，且形成較博普爵士樂更熱烈與強勁的硬博普爵士樂（Hard Bop），硬博普爵士樂除了更強調獨奏外，節奏樂手與管樂搭檔也相互親密搭配負責獨奏，鼓手更突然成為主要的推動者。在這次的風潮中，鼓手Art Blakey成為主要的角色，其他像薩克斯風手桑尼·罗林斯、Jackie McLean、Johnny Griffin、小喇叭手Clifford Brown、Lee Morgan等，均以他們傑出的才華賦予這種音樂真正的方向與型態。

### 後咆勃（Post-bop）
硬咆勃以來的曲式中和弦排列的愈趨密集複雜，對樂手的限制也愈多，因為樂手須要小心的繞著和弦，旋律線條也因此受到了較多的規範。迈尔士·戴维斯在拜讀了George Russell的大作之後，嘗試在《Milestones》專輯創作了同名曲《Milestones》，是一首以調式為基礎寫成的曲子。著名代表为专辑中的，整首曲子只有兩個和弦 - Dm7與Ebm7。在此Dm7就佔了整首曲子的75%，於是，曲子不再有回到一個主要調性的趨勢，而是呈現一片廣闊的聲音，和聲不再密集的結果，是讓即興者有更大的彈性來專注在旋律上。當然，所謂的調式音階也因此而大量的派上用場，但是如果只是上上下下的「爬音階」來進行旋律的創造，一定會顯得無聊。此時，用節奏的動機發展，甚至是重複的樂句來製造即興內容更顯重要。這類最基本的調式曲子，因為其廣闊的聲音，也被鋼琴手贺比·汉考克拿來創作了Maiden Voyage，聆聽這首曲子，不正就像一艘正要航向廣闊大海的感覺嗎？而這種形式的莫达尔爵士乐，也促成了另一位鋼琴大師McCoy Tyner的蹶起。比尔·艾文斯於《Kind of blue》專輯即出現過的四度和聲，在McCoy Tyner手中發揚光大，左手與贝斯手同步重壓低音後立刻回來彈奏三音的四度和聲，右手在飛快的以大量的五聲音階進行即興，正是Tyner的拿手好戲。而四度和聲一路的堆疊上去雖然有時較無法表現功能和聲完整的聲響，但莫达尔爵士乐卻正好適用。McCoy Tyner的The Real McCoy專輯開頭曲Passion Dance正是最佳的範例。
之後，調性與調式的樂曲也漸漸混合在一起，出現了兩種形式的合體。如贺比·汉考克的One Finger Snap、Wayne Shorter的Yes and No都是這樣的曲子，部份的橋段為莫达尔式的和弦鋪陳，另一部份則為傳統樂曲中的II-V和弦串接。樂手們在這樣的格式也有了更多的彈性來表現自己的樂思。
而在這樣的年代裡，出現了兩位影響舉足輕重的萨克斯管大師，一位是约翰·柯川，另一位則是Wayne Shorter。這兩位大師向來即是好友，經常在一起練習，互相分享音樂的看法。一位在50年代與迈尔士·戴维斯成就了第一個偉大的五重奏，另一位則在Art Blakey's Jazz Messenger中受到重用。但是兩人都在自己的樂團中漸漸無法滿足而想尋求更新的聲音，约翰·柯川在極繁雜的Giant Steps後反樸歸真選擇了以和弦少，以廣闊的聲音為主的莫达尔爵士乐為發展，前述擁有重度火力的McCoy Tyner當然是輔佐君王的首選，而十分搖擺，卻有大開大闔的氣勢，擅長在小鼓上製造許多polyrhythm的鼓手Elvin Jones也是另一名约翰·柯川的選擇。贝斯聲響渾厚扎實的Jimmy Garrison則是最後一名補齊的人選。My FavoriteThings、Live at the Village Vanguard、Live at Birdland、Crescent、A Love Supreme、Ascension都是這個組合的完美錄音。持續的低音Pedal加上Tyner的四度和聲火力、Elvin Jones震天價響的ride與一層又一層的節奏堆疊，都給了约翰·柯川在這時期狂野又長篇的即興段落最好的支撐，雖然中間尚有Coltrane & Johnny Hartman、Ballads等專輯略為舒緩约翰·柯川的發展，但约翰·柯川還是往更大音量、更長段的即興前進，甚至引用Free jazz的概念，打破曲式的限制，並進入有些宗教冥想式的即興。直到後來约翰·柯川甚至引起兩個鼓手同時支撐他的即興，終究，Elvin Jones與Tyner都不再能忍受這麼大的音量而各自離團。這個組合也就此解散。但是現代的萨克斯管手完全沒辦法忽略這個樂團所帶來的衝擊，向來喜歡留給後代爵士樂手許多機車難題、故意找碴的约翰·柯川的影響極為廣泛，Branford Marsalis的四重奏就是一個受到極大影響的樂團，而超技的Michael Brecker更是吸收了约翰·柯川的句法與Elvin Jones的節奏力道，展現了難以企及的爆發力，並且在專輯Infinity及Tales from the Hudson中與Tyner及Jones都有合作，有世代交替的意味在。约翰·柯川在莫达尔爵士乐的句法影響，除了萨克斯管手，更可在如风琴手Larry Young、吉他手John McLaughlin及小號手Woody Shaw等人身上看到。McCoy Tyner的聲響在Branford與Brecker合作過的鋼琴手Kenny Kirkland及Joey Calderazzo上可以聽到許多。
Wayne Shorter則是走了不一樣的路，他並不朝無曲式的方向前進，而是在體制內力求變化，嘗試了更不一樣的作曲方式。從他初出道的個人專輯Night Dreamer、Speak No Evil、Juju開始，即可聽到他的野心。有稍借用约翰·柯川Giant Steps和弦概念的Night Dreamer、全音階譜寫成的Juju、和聲節奏寬廣的Mahjong等都是他的名作。不難看出Shorter的一些作曲特徵：（1）五聲音階的使用，如：Mahjong、Yes and No（2）重複的旋律但卻暗藏不同的和聲，如：Wild flower、Black nile（3）非傳統32或16小節的格式，如：Virgo、Speak no evil。而作曲上的創新，也促使正想追求新轉變的迈尔士·戴维斯力邀Shorter的入團。迈尔士·戴维斯曾說過"If I was the inspiration and wisdom and the link for this band, Tony (Williams) was the fire, the creative spark; Wayne was the idea person, the conceptualizer of a whole lot of musical ideas we did; Ron (Carter) and Herbie (Hancock) were the anchors"，由此可見他對Shorter的器重。Shorter也在這時期利用更進階的莫达尔概念，將相同或不同調式中的和弦排列於一首曲子，使曲子和弦排列複雜卻又不像咆勃乐時期可以用II-V直接貫穿過去，大大增加了即興上的難度。而這樣的曲子所營造出的氣氛，須要大量的節奏組互動才有辦法支持。同樣的概念拿回去演奏傳統的爵士樂一樣有效果，聽聽迈尔士·戴维斯在錄製經典五重奏原創專輯前的幾張現場錄音：Miles in Berlin、My Funny Valentine、Miles in Tokyo、雖然萨克斯管手略有更替，並不全是Shorter，但可以聽見鋼琴，贝斯及鼓在替曲子鋪陳的過程，忽而快速激昂，突然間又沉靜下來，對於一首樂曲不再像傳統咆勃乐與硬包勃演奏者般的處理方式，而是即使在同一人的即興中也可能會讓氣氛堆疊又落下，再堆疊再落下的高潮起伏。而他們這樣的玩法，拿回來演奏自己的創作，更可以讓曲子有完全不同的感受。建議可以聆聽比較Wayne Shorter在自己的專輯Adam's Apple中與迈尔士·戴维斯五重奏專輯MilesSmile中的同一首Shorter的創作Footprints，贺比·汉考克在Speak like aChild專輯中與迈尔士·戴维斯五重奏專輯The Sorcerer中的同名曲The Sorcerer，及Eddie Harris在Swiss Moment中與迈尔士·戴维斯五重奏專輯中的Freedom Jazz Dance，就可以明白為什麼這個五重奏會被稱為是史上最棒的爵士天團之一。以樂曲角度而言，Wayne Shorter所創作的這些曲子都有一種獨特的氛圍，當然也是延續了調式樂曲的特色，而非傳統樂曲所能做到，也因此須要相當強力的節奏組。即興上來說，不再像較傳統的樂曲可以拿來Jam，樂手熟悉的II-V行進不再常見，連結的和弦不再那麼可以預期，得靠即興者花時間練習思考該如何將和弦串接的更好。互動來說，聆聽變得更加重要，idea不只是即興者丟給節奏組，節奏組也須隨時製造動機，即興者隨之回應。迈尔士·戴维斯的E.S.P、Miles Smiles、Nefertiti、The Sorcerer也成為60年代的指標性專輯，是不論樂手及樂迷都不應錯過的經典。

### 自由爵士（Free Jazz）
自由爵士是一种形式非常自由的爵士风格。与其他风格的爵士乐不同，演奏自由爵士乐时乐手们不会按照先排练好的乐谱演奏，
整个演奏中演奏者们都是凭着听觉和对爵士乐的感觉自己即兴发挥，创造乐曲。演奏者们由钢琴手开始，即兴弹奏几个和弦，随后贝斯手跟进，几小节后萨克斯风也跟着已演奏的乐曲的感觉自由的演奏，以此类推。
自由爵士主要乐手有50年代的奥尼特·科尔曼、Cecil Taylor和60年代的萨克斯手約翰·柯川。

### 融合爵士（Fusion）
六十年代末期，爵士樂經歷了一次危機，年輕的聽眾喜愛靈魂樂與搖滾樂，老一輩的樂迷則不再迷戀於那些大多數抽象且感情不足的現代爵士樂，爵士樂手意識到如果想挽回聽眾的心，他們勢必要在爵士樂中吸取一些流行音樂的要素，而靈魂樂與搖滾樂就成為他們這種概念最佳來源。首先迈尔士·戴维斯在爵士樂中使用了搖滾樂的電子樂器，獲得熱烈的迴響。這時開始出現了融合（Fusion）爵士樂這個名詞。起初，這是指在爵士樂中使用電子樂器，因為長久以來爵士樂手都只採用原音樂器，以致部份爵士迷指加入了電子樂器的已然不算爵士樂，是混雜（Fuse）了其他原素，故稱之為融合（Fusion）爵士樂。後來，在電子樂器漸成主流後，融合（Fusion）一詞再非指向樂器而純粹是指向音樂風格了。其中迈尔士·戴维斯在1969年出版的專輯「Bitches Brew」便是其中一張融合得最成熟的作品，其結合了靈魂樂的節奏、電子樂器與毫不妥協的不和諧爵士樂而成，漸漸為人所接受。毫無疑問地，那些曾參加過迈尔士·戴维斯樂團的樂手們後來在1970年代都曾灌錄過很多成功的唱片，這些樂手包括贺比·汉考克、Wayne Shorter、Joe Zawinul（他們共同組織了气象报告乐团）、吉他手John McLaughlin、鋼琴手奇克·柯瑞亚和他的Return To Forever等。他們領導自己的樂團演奏各具特色的融合爵士樂，在七十年代主宰了整個爵士樂的風潮。

## 美國以外的爵士樂發展

### 香港
香港在殖民地時期由於受到宗主國英國的影響，是東亞地區最早接觸爵士樂的地區之一。1930年代，爵士樂主題的餐廳以及酒吧就為英國水兵以及其他在港英人服務。1950年代至1960年代，香港大量的爵士樂酒吧開始出現華裔的爵士樂愛好者，他們以的喜好以鄉村音樂為主。
1980年代，香港電影工業發達，爵士樂被大量採用於電影配樂。但在流行音樂領域，爵士樂並未能夠成為大眾的主流音樂。

### 中國
中國上海最早於1920年代，發展出融合中國民間音樂與爵士樂的時代曲。在民國時期上海尤其興盛，以周璇、白光、李香蘭等歌星為代表。
1949年新中國成立後便逐漸式微。

### 日本
隨著1945年日本投降，進駐的美國軍人帶入了大量西方宣傳品，其中爵士樂成為很長一段時間日本人最受喜愛的禮物，在商店裡、電台點播裡及人們嘴裡哼哈唱著的都是爵士樂。以至於爵士樂愛好者中間流行一句話：在日本找不到的爵士樂唱片休想在其他國家發現。

### 马来西亚
马来西亚巨星比·南利的部分作品受爵士乐影响，无论歌曲格式或编曲，甚至演唱的方式，都有爵士乐的基础，如1960年的《Getaran Jiwa》。

## 著名的爵士音乐学院

### 美国
- 伯克利音乐学院  （页面存档备份，存于）
- 朱利亚德学院  （页面存档备份，存于）
- 新英格兰音乐学院  （页面存档备份，存于）
- 曼哈顿音乐学院  （页面存档备份，存于）
- 北德克萨斯大学  （页面存档备份，存于）
- The New School  （页面存档备份，存于）
- 奥伯林音乐学院  （页面存档备份，存于）

### 英国
- 利兹音乐学院 (Leeds College of Music)  （页面存档备份，存于）

### 荷兰
- Rotterdam Conservatory

### 芬兰
- The Helsinki Pop and Jazz Conservatory  （页面存档备份，存于）

### 臺灣
- 國立東華大學藝術學院  （页面存档备份，存于）

### 日本
- 神戸甲陽音楽＆ダンス専門学校  （页面存档备份，存于）

### 俄罗斯
- 罗斯托夫拉赫玛尼诺夫音乐学院  （页面存档备份，存于）